# Primno macropa
Primno macropa is een vlokreeftensoort uit de familie van de Phrosinidae. De wetenschappelijke naam van de soort is voor het eerst geldig gepubliceerd in 1836 door Guérin-Méneville.